# Corongo
Corongo è un comune del Perù, situato nella Regione di Ancash e capoluogo della Provincia di Corongo.